# Imagen y Sonido (revista)
Imagen y Sonido (1963-1980) fue una revista española de fotografía, con algunos contenidos sobre cine y sonido,  editada en Barcelona con intención de renovar los planteamientos artísticos.
Fundada y dirigida por Josep María Casademont se editaba mensualmente con una línea editorial muy próxima al documentalismo fotográfico continuando el camino iniciado por la revista AFAL. Sin embargo, esta revista siempre estuvo próxima al movimiento asociacionista de la época. Casademont que también era propietario de la galería Aixelà contaba con la colaboración del crítico Gabriel Querol que apoyaba el movimiento neorrealista en la fotografía española y el reportaje con contenido social. Entre los pocos autores que pudieron publicar trabajos experimentales en la revista se encontraban Ramón Bargués y Ton Sirera. 
En 1969 Casademont es sustituido por G. Pasías Lomelino tras haber publicado 35 números de la revista, aunque después escribió varios artículos con el seudónimo de «Aquiles Pujol». La revista continúo publicándose hasta 1980 aunque cambió su nombre por Eikonos en 1975.